# Posse Leest

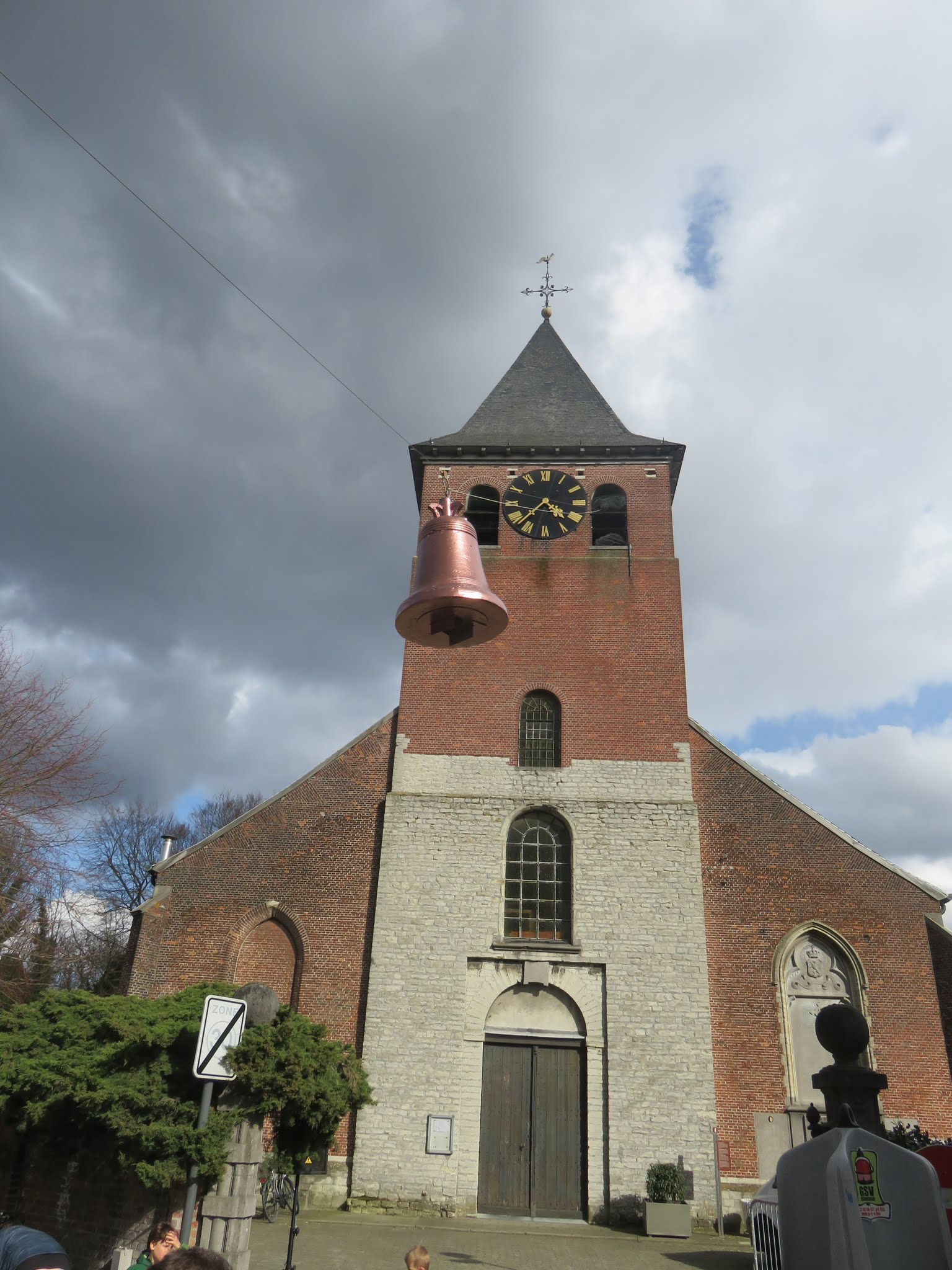
'Paasklok' aan de Sint-Niklaaskerk, tijdens Posse Leest

Posse Leest (Posse is afkomstig van het Mechelse 'Pasen') is een groot volksfeest in Leest en de bekendste activiteit aldaar. Dit feest valt elk jaar in het Paasweekend (Posseweekend), met als hoogtepunt Paasmaandag. Sedert enkele jaren is Posse Leest de officiële jaarmarkt van de stad Mechelen

## Geschiedenis
Tweede Sinksendag was voordien altijd al de grote kermisdag te Leest geweest. De kerkrekeningen uit 1599 vermelden bijvoorbeeld een uitgave voor "den maelteyd des maendags in de Sinxendagen, wesende onse kermisdag, voor de coster en andere sangers, kerckmeesters en meyer en voor 26 potten bier alsdan gedroncken …"
In het jaar 1841 kocht Pastoor Hermans een beeld aan van de Heilige Cornelius. Dit beeld moest de mensen beschermen tegen stuipen en andere kinderziektes.
Van heinde en ver kwamen mensen op paasmaandag naar Leest en gingen 3 maal rond de kerk en vuurden dan smeekbeden af naar het beeld van de Heilige Cornelius. Zo ontstond "De beganckenis van de Heilige Cornelius"
Rond 1970 was dit evenement uitgegroeid tot een heuse jaarmarkt met de traditionele tentoonstelling van allerlei dieren.
In 1991 werd onder leiding van Willy De Nies een vzw opgericht die jaarlijks de organisatie van dit evenement op zich ging nemen.
Vanaf dan groeide de jaarmarkt alle jaren met allerlei activiteiten zoals de folkloremarkt, de "weging van de vetten os" en tentoonstelling van oldtimers.
Jaarlijks zakken ongeveer 30.000 mensen af naar het landelijke Leest. Dit maakt Posse Leest tot een van de belangrijkste evenementen in de regio Mechelen